# Altilia
Altilia (Atìlia in calabrese) è un comune italiano di 672 abitanti della provincia di Cosenza in Calabria. È posto su un colle che si affaccia sul fiume Savuto. Il territorio, che comprende anche la frazione di Maione, a 479 metri s.l.m., si articola su un profilo altimetrico compreso tra 155 e 632 metri s.l.m.

## Monumenti e luoghi d'interesse
- Chiesa di Santa Maria Assunta
- Convento di Santa Maria delle Grazie
- Ponte romano sul fiume Savuto
- Grotte di San Francesco
- Palazzo Marsico
- Palazzo Federici
- Aru Spuntuni

## Società

### Evoluzione demografica
Abitanti censiti

## Infrastrutture e trasporti
Il comune è interessato dalla strada provinciale 57.
Inoltre, vi è lo svincolo di collegamento al paese sulla A2 del Mediterraneo.